# Ecpyrrhorrhoe biaculeiformis
Ecpyrrhorrhoe biaculeiformis is een vlinder uit de familie grasmotten (Crambidae). De wetenschappelijke naam van de soort is voor het eerst geldig gepubliceerd in 2004 door Dan-Dan Zhang, Hou-Hun Li & Shu-xia Wang.

## Type
- holotype: "male. 2.VIII.2001. Coll. H.H. Li & X.P. Wang. genitalia slide ZDD02119"
- instituut: DBNK, Tianjin, China
- typelocatie: "China, Guizhou, Mt. Fanjing, 27.55°N, 108.41°E, 1300 m"